# Cailleach

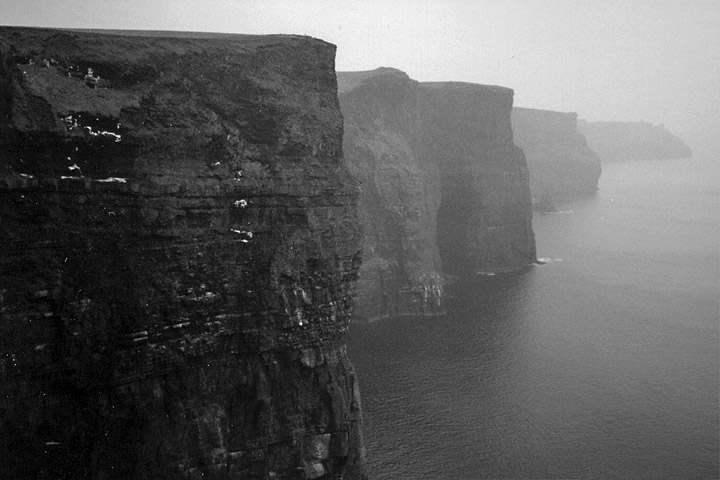
Ceann Caillí ('Cabeça de bruxa'), a ponta mais a sul das Falésias de Moher, no Condado de Clare. Uma das múltiplas localidades cujo nome é ligado a Cailleach.

Cailleach, também conhecida como Cailleach Bheur ou Buí, é uma figura mitológica que aparece na Irlanda, Escócia e na Ilha de Man, sob o nome de Caillagh-ny-Faashag.
Na mitologia irlandesa, é descrita como sendo uma mulher muito velha e lamentosa pela sua velhice. Na Escócia, ela personifica o espírito do inverno, aprisionando a deusa Bríde em sua montanha no final do outono, anunciando o início do seu reinado. Junto com suas servas, montadas em cabras pretas — as Cailleachan —, Cailleach é a responsável pelas tempestades. Na Ilha de Man, foi conhecida como "A Velha dos Feitiços", e possivelmente está relacionada com a feitiçaria.[carece de fontes?]

## Etimologia
A palavra Cailleach significa "a mãe anciã" ou "a velha" no gaélico moderno, e provém do irlandês antigo caillech ("véu"), que provavelmente tenha a mesma origem que o latim pallium ("pálio", "capa"). Este termo passou para a língua gaélica durante as invasões romanas ao território celta; ao adaptar a palavra à dicção celta, o "p" mudou para "c", e a terminação foi substituída por –ach, que neste idioma servia para marcar adjetivos qualificativos. Com a raiz latina pallium e o morfema celta -ach, o significado literal de Cailleach seria "a velha com véu", "a anciã que está de véu". Este vocábulo é por vezes usado como sinônimo de bruxa na Irlanda e na Escócia.
Enquanto a Bheur, a sua origem é desconhecida. Berry, uma das suas variantes, significa "baga" em inglês. Adicionalmente, acredita-se que deste vocábulo derive o nome da península de Beara, possível local de origem desta deusa. Em resume, o significado completo do nome Cailleach Bheur, em todas as suas variantes, poderia ser "a anciã com véu que habita em Beara". Outro possível significado desta palavra em gaélico é "amarelo", cor considerada nesta mitologia como a da morte e da putrefação.

## Aparência física e características
A deusa Cailleach era representada usualmente como uma anciã de pele azulada, com um só olho no centro da testa o que lhe dava um certo aspecto parecido com o do Ciclope Polifemo, dentadura de urso e colmilhos de javali. Era representada com vestimenta cinzenta, com um avental e com uma espécie de xale ou de capa de tela escocesa nos ombros; e portando às costas uma aljava com flechas de ouro e um arco de madeira de sabugueiro para atacar a quem matasse lobos, javalis e cervos, animais que defendia. Pelo contrário, segundo outra versão, ajudava os caçadores a localizarem esses animais, indicando-lhes onde e quando lançar as flechas. Outras lendas falam da sua varinha mágica, feita de madeira de azevinho, que usava para murchar as folhas no início do Outono e para se converter finalmente em pedra no fim do Inverno. Segundo outras fontes, a varinha era feita com pele humana e na sua saia havia rochas que iam caindo quando avançava. Outra lenda afirma que uma longa caminhada da Cailleach teria originado todos os vales, montanhas e lagos. Adicionalmente, no Inverno, segundo outras tradições, ia montada num grande lobo voador, distribuindo o frio em todas as regiões.
A crença mais estendida entre os celtas da Grã-Bretanha era que, na realidade, Cailleach, a velha feiticeira protetora, era a mesma pessoa que a deusa do fogo, da poesia e da Primavera, Brígida. No final da estação invernal, a primeira, segundo as lendas dos gauleses, tornava-se voluntariamente numa rocha de grande tamanho, situada junto a um azevinho, local no que não cresce a erva pelo desgosto que a esta lhe provoca. Contudo, segundo outras lendas celtas, viaja em 31 de janeiro para a ilha de Avalon, onde fica a "árvore da juventude eterna", da qual comia para se tornar nova e atraente, transformando-se assim em Brígida. Assim, podia acudir à celebração do Imbolc, um ritual celta no início da Primavera, para que a terra reverdecesse. Outra versão da mesma história sustenta que, na realidade, Cailleach mantém prisioneira Brígida todos os anos para a libertar em Imbolc, o seu ritual sagrado. Também pode ser liberta por Angus McOg, uma divindade celta do amor que se mantém sempre jovem.
Outra crença dos celtas sobre esta deusa é que "nasce" velha no início do Inverno e depois vai rejuvenescendo sem se converter em pedra nem viajar até Avalon, mas pela autoria de um processo natural. Esta tradição estava difundida, sobretudo, em Gales e na Inglaterra. Cailleach também prediz o clima, protege os druidas e transforma-se em grou para salvar grandes distâncias. A Rainha do Inverno, título que lhe adjudicavam os celtas, buscava guerreiros e heróis nas florestas pedindo amor, e quando o recebia transformava-se numa formosa mulher jovem. Quando o seu esposo falecia, repetia a mesma operação. Tinha pelo menos cinquenta filhos, entre os quais havia povos e raças na íntegra.

## Relações com outras deidades

### A tríade

O número três era sumamente importante para os celtas. Um exemplo disto vê-se claramente neste símbolo druida, o Awen.

As tríades, na mitologia celta, consistiam na fusão de três personalidades divinas numa só pessoa. O significado que possuía o número três nesta mitologia era o de "o meio", a indecisão que existe entre o bem e o mal. O três representa na numerologia a ideia da plenitude ou totalidade, como nos trios de passado/presente/futuro e mente/corpo/espírito. Os pitagóricos consideravam o três o primeiro número completo, pois, igual a três seixos postos em fila, possui um começo, um meio e um final. Por outro lado, na astrologia representa o signo de Gêmeos, que ocupa esta posição no Zodíaco.
A deusa Cailleach seria a mesma pessoa que as deusas Brígida e Dana, segundo diversas tradições:
- Brígida era a deusa do fogo e da música, bem como a padroeira das mulheres grávidas. O seu culto era muito estendido por todo o território celta. Quando os evangelizadores chegaram à Irlanda, não puderam eliminar o seu culto, e assim decidiram adaptá-lo ao cristianismo, tornando-a Santa Brígida da Irlanda.[15]
- Dana é uma deidade relacionada à fertilidade da Terra, ao ciclo das estações e à criação do mundo. O nome dos Tuatha de Dannan significa textualmente "Filhos de Dana", em honra a ela. Acredita-se que é a esposa e mãe de Dagda, e que as suas filhas são, entre outras, Nimue e Morrigan.[5]

Segundo as tradições celtas mais diversas, a tríade formada por Dana, Brígida e a Cailleach tem um simbolismo que representa a sucessão das estações, a fertilidade da terra e o ciclo da vida e da morte. Adicionalmente, segundo as tradições que referem à batalha entre Cailleach e Brígida, esta tríade representa o passar do tempo, a velhice e a juventude, entre outras coisas.

### Árvore genealógica
A origem de Cailleach foi sempre, quanto menos, incerta. Pertence à raça dos Corcu Duibne, raça aparentada com a dos Tuatha Dé Danann, que são os seus descendentes. Algumas tradições contam que o seu pai não era outro que Cuí Roí, um herói celta, enquanto outras afirmam que o seu pai era Dagda, deus criador da raça dos Tuatha, embora também pudesse ter sido o irmão deste. Adicionalmente, segundo outras lendas, a deusa Morrigan era a sua irmã, ainda que outras variantes sustêm que era a sua mãe. Ambas eram obscuras deusas da sabedoria, embora isto não seja totalmente certo, porque Morrigan o era além da guerra.
Em que pese a sua relação incerta, Dagda e a Cailleach conceberam juntos o seu filho, Angus McOg, deus do amor. Ela impediu ao seu filho ir à procura de Caer, filha de um dos reis celtas para a desposar pela razão de que a considerava "um mau presságio", coisa que ao final não foi certa.

## Rituais na sua honra: Samhain
O ritual do Samhain, celebrado em 31 de outubro, também conhecido em inglês como Halloween (contração de All Hallows Even, "Dia de todos os santos"), era o ritual mais importante do calendário celta. Celebrava-se no final do verão e do ano celta. Etimologicamente significa "o final do verão". É uma festa de colheita e despedida, durante a que a deusa Dana falece ou, segundo outras versões do mito, viaja a uma terra afastada com toda a sua corte de fadas.[carece de fontes?]
Contudo, os celtas colheitavam todos os seus cultivos antes da noite do 31 de outubro, porque acreditavam que depois dessa data estes já não pertenciam ao mundo humano, mas a Cailleach. No Samhain, Cailleach era invocada mediante diversos cânticos para lhe pedir que cuidasse os cultivos, a natureza e o mundo, bem para outorgar sabedoria aos seus fiéis.
Tratando-se de um ritual cujo simbolismo predominante é o da vida e da morte como parte de um ciclo natural, é possível que os celtas acreditassem que a "fronteira" entre o mundo dos vivos e dos mortos se dissolvia nesta data, pelo qual se justifica a atitude celta de deixar praças livres na mesa para os seus defuntos.
A origem desta celebração remontaria por volta de 43 a.C., quando graças à ocupação romana, dois festivais originários romanos se fusionaram com o Samhain celta: Ferália, dia dos mortos e Pomona, dia em que se comemorava o nascimento dessa deusa, criadora dos frutos e das plantas. Quatrocentos anos depois, o Papa Bonifácio IV declarou o primeiro de novembro "Dia de todos os santos", em honra a todos os mártires, virgens e demais integrantes do altar católico. Em 1000 d.C., adicionou-se a esta celebração a do "Dia de todos os defuntos", que se comemora o dia seguinte.

## Lugares associados

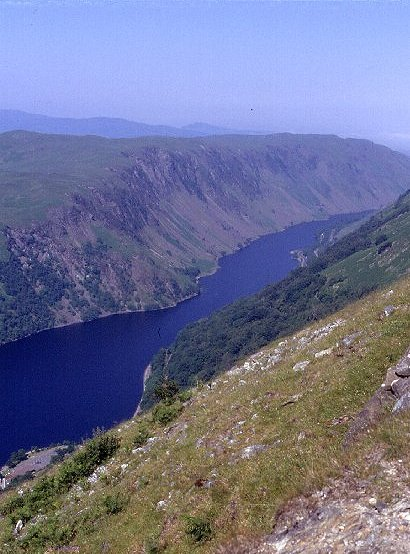
O lago Awe, criado pela Cailleach segundo a lenda.

### Na Escócia
As menções a Cailleach são frequentes na zona de Argyll e Bute, na Escócia. Em lendas originárias dali é conhecida como Cailleach na Cruachan, a bruxa de Ben Cruachan, que é a montanha mais alta da região. Vendem-se bolsas de chá e postais com a sua imagem aos turistas dessa montanha, considerada sagrada, num negócio que possui uma pintura mural que descreve como Cailleach criou o lago Awe.
A lenda afirma que a Cailleach ficara cansada de um longo dia no que esteve pastoreando cervos. Então, Ben Cruachan ficou dormido em cima dela, inundando os vales situados sob da sua figura, formando primeiro um rio e depois um lago. O trasbordamento de um curso de água, como por exemplo um lago, é um tema comum nos contos gaélicos que falam sobre a criação, como por exemplo no relato irlandês da criação do rio Boyne pela deusa Boann. Outras ligações com a região consistem em menções em lendas da Cailleach lutando contra fortes torvelinhos no golfo de Corryvreckan.
Beinn na Cailleach, situada na ilha de Skye seria um dos seus refúgios favoritos, como o são, pela sua vez, outras montanhas chamativas na paisagem que são abaladas por fortes tormentas de água e neve e chuvas, destruindo o terreno monte embaixo.

### Na Irlanda
Na Irlanda é associada com as escarpadas e salientes montanhas e afloramentos, como a Hag's Head ( "Cabeça da Bruxa", em irlandês Ceann na Cailleach), o penhasco mais meridional das falésias de Moher no condado de Clear. Os túmulos megalíticos de Loughcrew, que anunciam a chegada da língua gaélica à Irlanda, ficam em cima de Slieve na Calliagh ("Outeiro da Bruxa").[carece de fontes?]

### Na Galiza
Sendo um dos locais propostos para a origem da língua Celta, a Galiza é um dos maiores focos de toponímia de origem Celta na Europa. Ligado a isto, uma teoria considera que a origem do topônimo "Galiza", a norte da Península Ibérica, proviria de "Cailleach". Os historiadores concordam em que quando o Império Romano começou a conquista da Galiza entraram pelo sul, desde a Lusitânia e depois marchando para norte. Segundo as crônicas, a primeira tribo celta a empreender batalha foi denominada pelos romanos como galaicos. Este vocábulo aparenta ser uma adaptação latina de "os adoradores de Cailleach". Isto implica que os habitantes desse lugar consideravam Cailleach como uma importante deidade.[carece de fontes?]
A região dos galaicos (Callaeci) era conhecida como Cale (atual Porto). Em Cale prosperava a cultura castreja, ao pé das colinas e regada pelo rio Douro. Os romanos distinguiam entre Cale (estabelecimento), galaicos (nome com o qual designavam os habitantes) e Portus Cale (o porto de Cale). A região inteira converteu-se em província romana, com o nome de Galécia. Portus Cale derivou no atual "Portugal".
A razão de que os romanos decidissem nomear a província como Calécia ou Galécia é desconhecida. Os galaicos eram apenas uma tribo específica, entre todas as tribos dessa futura província romana. Uma possível explicação seria que adotassem o nome da primeira tribo que encontraram, sem importar o seu tamanho ou localização. Alguns autores sustentam a ideia de que o nome foi tomado do termo usado para descrever "os adoradores de Cailleach": Kallaikoi (καλλαικoι), como tê-los-iam chamado os comerciantes gregos que supostamente chegaram às costas da Galiza antes dos romanos.
A evolução da palavra celta para o latim poderia ter sido assim: Cale > Callaeci/Callaecia > Gallaecia > Galécia > Galiza.